# Joom
Joom — міжнародна група компаній у сфері електронної комерції. Заснована у червні 2016 року в Ризі, Латвія. У 2022 році штаб-квартира Joom була перенесена до Лісабона, Португалія. Також вона має офіси у Китаї, Гонконзі, Бразилії, США та Німеччині. Наразі Joom складається з трьох бізнесів: Joom Marketplace, JoomPro та Onfy. 

## Історія
Joom була заснована у 2016 році як електронний торгівельний майданчик для покупки товарів із Китаю. Програми Joom для операційних систем Android та iOS і вебсайт компанії були створені у червні 2016 року.
У 2021 році Joom приєдналася до ініціативи Product Safety Pledge — угоди про співпрацю з державами-членами ЄС, спрямованої на видалення небезпечних продуктів із онлайн-платформ.
У 2022 році штаб-квартиру компанії було перенесено з Риги до Лісабона, Португалія. Також з 2022 року Joom підтримує латвійський фонд Атіса Кронвалдса у межах проєкту «Рейтинг розвитку талантів».

## Огляд

### Joom Marketplace
Joom Marketplace — це платформа електронної комерції та мобільний застосунок, який продає товари з Азії та Європи. Він був запущений у 2016 році в Ризі, Латвія.
У 2017 році Joom було запущено у Франції, Іспанії та Німеччині. У 2018 додаток Joom став найбільш завантажуваним додатком для покупок у Європі, з понад 56 мільйонами встановлень.
До кінця 2020 року в Європейському регіоні додаток Joom завантажили 150 мільйонів разів.
Станом на 2022 рік, кількість користувачів Joom досягла 400 мільйонів на iOS, Android та вебплатформі, із 25 мільйонами активних користувачів щомісяця.
Після початку російського вторгнення в Україну Joom стала однією з перших платформ, які відновили доставлення до України.

### Joompay
У 2019 році компанія запустила фінансовий сервіс Joompay для щоденних фінансових операцій в Європі. У 2020 році Joompay отримала фінансову ліцензію в Люксембурзі. Того ж року сервіс став членом платіжної системи Visa.
Служба регулюється Комісією з нагляду за фінансовим сектором. Багато клієнтів служби знаходяться у Франції, Іспанії та Німеччині.
У березні 2021 року Joompay розпочав співпрацю з постачальником верифікації Veriff.
Після початку війни в Україні Joompay надавала українським біженцям у Європі безкоштовні рахунки для миттєвих платежів.
У 2024 році Joompay була придбана німецьким мобільним банкінг-застосунком Vivid.

### JoomPro
У 2021 році Joom запустила платформу B2B-оптової торгівлі JoomPro для постачання товарів із Китаю. Наразі компанія надає оптові послуги для Бразилії, та оголосила про можливість виходу на ринок Мексики. JoomPro займається вибором постачальників, контролем якості, укладанням контрактів та логістикою, забезпечуючи всі етапи доставки товарів.

### Onfy
У 2021 році Joom зареєструвала компанію Joom Pharm Solutions GmbH, яка у 2022 році запустила платформу Onfy — маркетплейс для продажу медичних товарів у Німеччині.  Штаб-квартира Onfy розташована в Берліні.